# Jiří Sequens
Jiří Sequens (* 23. April 1922 in Brno; † 21. Januar 2008 in Prag) war ein tschechischer Schauspieler, Regisseur und Drehbuchautor.

## Leben

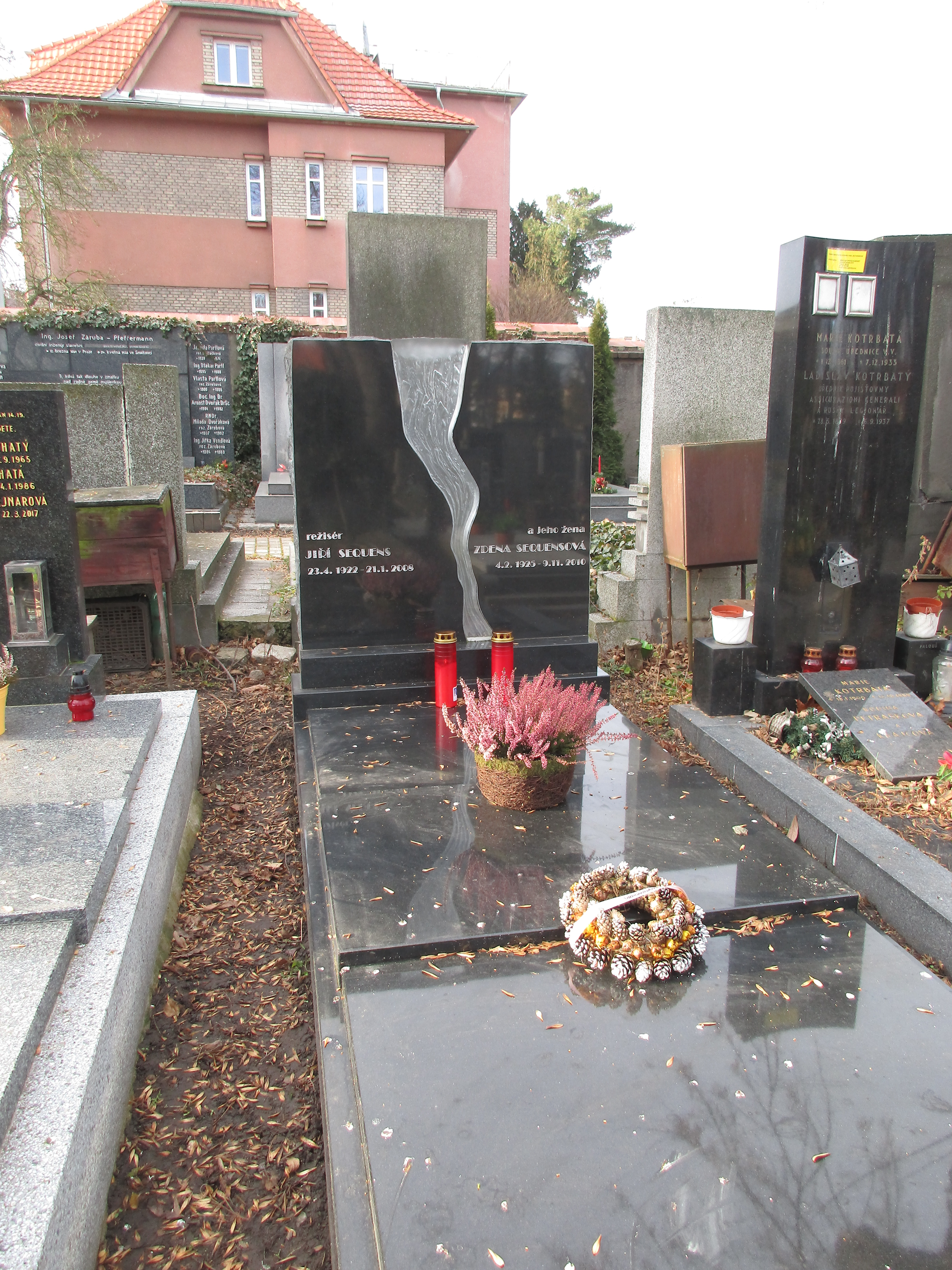
Grab von Jiří Sequens

Sequens studierte Schauspiel am Konservatorium in Brno und spielte an Theatern in Brno und Prag. Anschließend studierte er 1946/47 Regie am WGIK in Moskau bei Sergei Gerassimow und Sergei Eisenstein und danach, unterstützt durch ein UNESCO-Stipendium, 6 Monate am IDHEC in Paris. Nach seiner Rückkehr in die ČSR drehte er 1949 erste Kurzfilme. 1951 folgte sein erster Langspielfilm Der Weg zum Glück, wobei in diesem Propagandafilm die Kollektivierung der Landwirtschaft das gesuchte „Glück“ repräsentiert. Mit Verbrechen am Windberg begann 1955 seine Vorliebe für das Krimigenre. 1957/58 begleiteten Sequens und sein Kameramann Rudolf Milič verschiedene tschechische Handelsschiffe auf Reisen nach Afrika und China; aus dem gedrehten Material entstanden mehrere Kurzfilme und der Kinodokumentarfilm Bratr oceán (1958).
Mit Das Attentat, seinem Film über die Vorbereitungen und Folgen des Attentats auf Reinhard Heydrich, nahm er 1965 am IV. Moskauer Internationalen Filmfestival teil. Der Film gewann, ex aequo mit Yves Ciampis Le ciel sur la tête, den Hauptpreis und machte Sequens international bekannt. Seine nächsten zwei Filme drehte er in Griechenland; der erste der beiden, Epitaph für Freund und Feind mit Günther Stoll in der Hauptrolle, spielt im Nachkriegs-Berlin und war in Griechenland kommerziell ein großer Erfolg.
Noch erfolgreicher war seine nächste in der Heimat gedrehte Arbeit, die 13-teilige Fernsehserie Alte Kriminalfälle (1968/69), in der die Ermittler um Polizeirat Vacátko (Jaroslav Marvan) und die Inspektoren Mrázek (František Filipovský), Brůžek (Josef Bláha) und Bouše (Josef Vinklář) im Prag der 1920er und 1930er Jahre Verbrechen aufklären. Der Fernsehserie folgten in den Jahren 1970 und 1971 vier Kinofortsetzungen und 1972 ein weiterer Fernsehfilm.
Seine nächste Fernseharbeit waren die 30 Episoden der Kriminalfälle des Majors Zeman (1974 bis 1979). Die (angeblich vom tschechoslowakischen Innenministerium in Auftrag gegebene) Serie verfolgt chronologisch von 1945 bis 1973 die Karriere des (ursprünglich von Oldřich Železný erfundenen) Polizisten Jan Zeman (Vladimír Brabec) in seinem Kampf gegen Verbrecherbanden, Wirtschaftskriminelle und, auffallend häufig, Saboteure und „Konterrevolutionäre“. Die propagandistischen Aspekte der Serie – so ist in der im Jahr 1967 spielenden Folge 24 Gaukler (Klauni) ein literarischer Dissident der reaktionäre Übeltäter – führten nach der samtenen Revolution zu vielerlei Kritik an Sequens. Im Jahr 2000 rief die Wiederausstrahlung der Zeman-Serie im tschechischen Fernsehen harsche Proteste und eine Entschuldigung der Fernsehanstalt hervor, allerdings auch sehr hohe Einschaltquoten. Mittlerweile gelten Die Kriminalfälle des Majors Zeman in Tschechien als Kultserie, mit Fanclubs und erfolgreichen DVD-Veröffentlichungen, und einzelne Episoden (so Folge 26 Der Brunnen) prägten eine ganze Fernsehgeneration.
Neben seiner filmischen Arbeit lehrte Sequens von 1971 bis 1990 an der FAMU in Prag. 1981 gewann er mit dem Film Ta chvíle, ten okamžik auf dem XII. Moskauer Internationalen Filmfestival einen Spezialpreis. Sein letztes Werk war 1997 eine vierteilige Wiederaufnahme seiner nostalgischen Alten Kriminalfälle, die diesmal in Brno spielten.

## Filmografie
- 1951: Der Weg zum Glück (Cesta ke štěstí)
- 1953: Kinder einer großen Liebe (Olověný chléb)
- 1955: Verbrechen am Windberg (Větrná hora)
- 1956: Neporažení
- 1958: Flucht aus dem Schatten (Útěk ze stínu)
- 1958: Bratr oceán [Dokumentarfilm]
- 1961: Kolik slov stačí lásce?
- 1961: Totentanz im Pazifik (Smrt na Cukrovém ostrově)
- 1962: Žena pro hrdinu (TV)
- 1962: Šestý do party (TV)
- 1963: Deváté jméno
- 1964: Das Attentat / Sieben Mann im Morgengrauen (Atentát)
- 1965: Epitafios gia ehthrous kai filous (griechisch Επιτάφιος για εχθρούς και φίλους ‚Epitaph für Freund und Feind‘)
- 1967: Erotes sti Lesvo / O thanatos echase to pechnidi (Έρωτες στη Λέσβο / Ο θάνατος έχασε το παιχνίδι ‚Leidenschaften auf Lesbos‘ / ‚Der Tod hat das Spiel verloren‘)
- 1968/69: Alte Kriminalfälle (Hříšní lidé města pražského; TV-Serie)
  - 1970: Die Partien des schönen Dragoners (Partie krásného dragouna) – Kinofortsetzung
  - 1970: Kassendiebromanze (Pěnička a Paraplíčko) – Kinofortsetzung
  - 1971: Der Tod des schwarzen Königs (Smrt černého krále) – Kinofortsetzung
  - 1971: Mord im Hotel Excelsior (Vražda v hotelu Excelsior) – Kinofortsetzung
  - 1972: Der Heilige Abend des Rat Vacatko (Štědrý večer pana rady Vacátka; TV) – Fortsetzung
- 1972: Chronik eines weißen Sommers (Kronika žhavého léta)
- 1973: Mordversuch (Pokus o vraždu)
- 1974–79: Die Kriminalfälle des Majors Zeman / Die 30 Fälle des Major Zeman (30 případů majora Zemana)
  - 1980: Die Geisel aus Bella Vista (Rukojmí v Bella Vista) – Kinofassung von Folge 27
- 1981: Ta chvíle, ten okamžik
- 1984: Indische Romanze (Hořký podzim s vůní manga)
- 1984: Imilla (TV)
- 1986: Dva na koni, jeden na oslu
- 1988: Bronzová spirála (TV-Serie)
- 1997: Hříšní lidé města brněnského (TV-Serie)